# Sidney Johnson (giocatore di football americano)
Sidney Johnson (Los Angeles, 7 marzo 1965) è un ex giocatore di football americano statunitense che ha giocato nel ruolo di cornerback nella National Football League (NFL). Al college giocò a football coi California Golden Bears.

## Carriera professionistica
Dopo non essere stato scelto nel Draft NFL 1988, Johnson firmò coi Kansas City Chiefs, con cui rimase una sola stagione. Dopo un anno di inattività, firmò coi Washington Redskins, con cui disputò tre stagioni e nel 1991 vinse il Super Bowl XXVI battendo i Buffalo Bills.

## Vittorie e premi

### Franchigia
- Super Bowl : 1

Washington Redskins: XXVI
- National Football Conference Championship: 1

Washington Redskins: 1991

## Statistiche
| Partite totali | 46 |
| Sack           | 1  |
| Intercetti     | 3  |